# Urlsee
Der Urlsee ist ein kleiner See in der Gemeinde Klaffer am Hochficht in Oberösterreich.

## Geographie
Der Urlsee erstreckt sich über eine Fläche von 84.297 m². An seinem Rand liegen kleinere Fischteiche. Der Zu- und Abfluss ist – wie im Fall des nahegelegenen Badesees – der Urlseebach, der in die Große Mühl mündet. Der Urlsee liegt auf einer Höhe von 601 m ü. A. Südwestlich des Sees erhebt sich der Schusterberg (647 m ü. A.).

## Geschichte
Der See wurde künstlich angelegt. Er wird seit 1986 vom Fischereiverein Böhmerwald gepachtet.

## Ökologie
Der Fischbestand umfasst Bachforellen, Regenbogenforellen, Karpfen, Schleien, Zander, Hechte und Weißfische wie Aiteln und Rotaugen. Das Seeufer ist zum Teil naturnah mit Gehölzen und Röhricht bewachsen. Zum Ufergehölz zählen Bruch-Weiden, Schwarz-Erlen, Birken, Fichten, Eschen, Berg-Ahorne und Espen. Westlich des Urlsees liegt die Schwarzau, ein Feuchtwiesen-Komplex, der sich im Naturschutzgebiet Stadlau fortsetzt. Die Österreichische Naturschutzjugend kaufte die 60.000 m² große Schwarzau im Jahr 2009 und pflegt sie als „Öko-Insel“. Zwischen dem Urlsee und dem Badesee befindet sich ein Schwarz-Erlen-Sumpf, der stark von Bibern gestaltet wird. Der Urlsee ist Teil der 22.302 ha großen Important Bird Area Böhmerwald und Mühltal.

## Fischerei, Freizeit und Tourismus
Der Urlsee wird zum Angeln genutzt. Die Fangsaison dauert von 1. März bis 31. Oktober. Eine eigene Zone dient dem Surfen. Es gibt keinen Badebetrieb. Rund um den See führt ein 1300 m langer und 2,5 m breiter Fisch- und Wasserpflanzen-Lehrpfad. Zu dem im August 2009 eröffneten Lehrpfad gehören 16 Informationstafeln und als besondere Attraktion ein begehbarer Karpfen aus Holz.